# بين تشان
بين تشان (بالصينية: 陳恒鑌) هو سياسي صيني، ولد في 1975 في بينينغ في الصين. حزبياً، نشط في Democratic Alliance for the Betterment and Progress of Hong Kong ‏.